# Torneo Nacional de Boxeo Playa Girón 1970
Das Torneo Nacional de Boxeo Playa Girón 1970 wurde vom 29. November bis zum 5. Dezember 1970 auf der Isla de la Juventud ausgetragen und war die neunte Austragung der nationalen kubanischen Meisterschaften im Amateurboxen.

## Medaillengewinner
Die Meistertitel wurden in elf Gewichtsklassen vergeben.
| Gewichtsklasse                  | Gold              | Silber             | Bronze             |
| ------------------------------- | ----------------- | ------------------ | ------------------ |
| Halbfliegengewicht (bis 48 kg)  | Manuel Aguirre    | Francisco Torres   | Francisco Vera     |
| Halbfliegengewicht (bis 48 kg)  | Manuel Aguirre    | Francisco Torres   | Carlos Hernández   |
| Fliegengewicht (bis 51 kg)      | Omar Palacios     | Eduardo Sánchez    | Ovidio Orozco      |
| Fliegengewicht (bis 51 kg)      | Omar Palacios     | Eduardo Sánchez    | Eusebio Padrón     |
| Bantamgewicht (bis 54 kg)       | Gilberto Sosa     | Alberto Arioza     | Dionisio Frómeta   |
| Federgewicht (bis 57 kg)        | Osvaldo Riverí    | Lázaro Barberia    | Diosmedes Williams |
| Federgewicht (bis 57 kg)        | Osvaldo Riverí    | Lázaro Barberia    | Ricardo Aguirre    |
| Leichtgewicht (bis 60 kg)       | José Linares      | Lázaro Ayala       | Lázaro Reynoso     |
| Halbweltergewicht (bis 63,5 kg) | Duque Stable      | Reynaldo Despaigne | Antonio Machado    |
| Halbweltergewicht (bis 63,5 kg) | Duque Stable      | Reynaldo Despaigne | Luis M. Calderón   |
| Weltergewicht (bis 67 kg)       | Marcos A. Santana | Jesus Martínez     | Raúl Rosales       |
| Weltergewicht (bis 67 kg)       | Marcos A. Santana | Jesus Martínez     | Alfonso Betancourt |
| Halbmittelgewicht (bis 71 kg)   | Alejandro Lamouth | Daniel Ferrer      | Mario Cardo        |
| Halbmittelgewicht (bis 71 kg)   | Alejandro Lamouth | Daniel Ferrer      | Leonardo Chirino   |
| Mittelgewicht (bis 75 kg)       | Ignacio Pacheco   | Ángel Martínez     | Alberto Varona     |
| Mittelgewicht (bis 75 kg)       | Ignacio Pacheco   | Ángel Martínez     | Félix Romero       |
| Halbschwergewicht (bis 81 kg)   | José L. Vega      | Reynaldo Meléndez  | Arquímides Viscay  |
| Halbschwergewicht (bis 81 kg)   | José L. Vega      | Reynaldo Meléndez  | Gilberto Carrillo  |
| Schwergewicht (über 81 kg)      | José Luis Cabrera | Adolfo Gálvez      | Nancio Carrillo    |
| Schwergewicht (über 81 kg)      | José Luis Cabrera | Adolfo Gálvez      | Eric Cabrera       |